# 長福寺 (美作市)
長福寺（ちょうふくじ）は、岡山県美作市真神にある真言宗御室派の寺院。山号は真木山。本尊は十一面観音。詳名は真木山 般若院 長福寺と号する。三重塔は国の重要文化財に指定されており、岡山県下最古の木造建築である。

## 沿革
寺伝によれば、天平宝字元年（757年）に鑑真が孝謙天皇の勅命により開いたという。『東作誌』のような近世の地誌にも同様の伝承を載せるが、どこまで史実を反映したものかは定かでなく、その後中世までの沿革も明確でない。なお、寺は現在の真木山麓ではなく、山上にあった。
その後は衰退していたが、鎌倉時代の弘安8年（1285年）円源が天台宗の寺院として再興した。再興後、僧坊は65坊を数え最盛期となった。天台宗と真言宗に宗派が頻繁に入れ替わったが、南北朝時代の明徳年間（1390年 – 1393年）に完全に真言宗の寺院となった。
江戸時代初期には40坊、中期に25坊、明治維新の際には4か寺となった。明治9年（1876年）2月の火災により奥の院を残し焼亡し、1か寺のみとなった。これが現在の長福寺である。江戸時代後期の文政年間（1818年 – 1829年）頃になると女人禁制も解かれ女性も登山できるようになった。
昭和3年（1928年）に長福寺は山上から現在の地に移転した。山上に残されていた三重塔、真木山鎮守堂（山王権現堂）、金比羅大権現なども昭和26年（1951年）に現在地に解体移築された。

## 文化財
重要文化財（国指定）
- 三重塔 - 高さ22.07m。棟札の銘から鎌倉時代の弘安8年（1285年）に大工棟梁・藤原国右衛門尉によって建立されたことがわかる。その後、寛永年間（1624年 - 1643年）、文政6年（1823年）に大修理が行われた記録があり、明治末期にも部分的修理が行われている。大正10年（1921年）4月30日、古社寺保存法に基づく特別保護建造物に指定され、昭和25年（1950年）文化財保護法の施行により重要文化財となる。昭和26年（1951年）真木山上から現在地に移築された。昭和55年（1980年）保存修理が完了した。
- 木造十一面観世音菩薩立像 1体 - 寺伝に行基作と伝えられるが、実際は鎌倉時代末期から室町時代の作で、作者は不明である。檜の寄木造り。高さ258cm。明治34年（1901年）8月2日指定。
- 絹本著色不動明王像 1幅 - 縦134cm、横74cm。鎌倉時代中期の作。明治34年（1901年）8月2日指定。
- 絹本著色両界曼荼羅図 2幅 - 縦165cm、横125cm。南北朝時代の作。明治34年（1901年）8月2日指定。
- 絹本著色十二天像 12幅 - 縦110cm、横34cm。南北朝時代、増吽僧正の作と伝えられる。帝釈天、水天、焔摩天、毘沙門天、伊舎那天、風天、羅刹天、火天、梵天、地天、日天、月天の十二天から成る。明治34年（1901年）8月2日指定。

## 祭礼
- 虚空蔵大祭（十三まいり）：毎年1月15日。子供の厄払いと知業成就を願う。

## アクセス
- JR姫新線 林野駅より宇野バス岡山駅行き福本バス停下車 徒歩30分

## 参考資料
- 『岡山県美作市真神「真木山 長福寺」の略歴と沿革』 現地配付資料